# Futebol nos Jogos Insulares de 2025
O torneio de futebol nos Jogos Insulares de 2025 será realizado em Orkney entre os dias 13 e 18 de julho de 2025. Serão realizados um torneio masculino, com dez equipes participante, e um feminino, com onze equipes, e as partidas de ambos os torneios serão realizadas nas localidades de Dounby, Finstown, Holm, Kirkwall, Rendall e Stromness.

## Participantes
- Anglesey (M/F)
- Bermuda (M/F)
- Frøya (M/F)
- Gozo (M/F)
- Hitra (M/F)
- Ilha de Man (M/F)
- Ilha de Wight (F)
- Ilhas Ocidentais (M/F)
- Jersey (M/F)
- Orkney (Anfitrião) (M/F)
- Shetland (M/F)

## Sedes
| Estádio                              | Localidade |
| ------------------------------------ | ---------- |
| Dounby Community Centre              | Dounby     |
| Firth Primary School                 | Finstown   |
| Holm Pitch                           | Holm       |
| Kirkwall Grammar School 1 (Showcase) | Kirkwall   |
| Kirkwall Grammar School 2 (Meadow)   | Kirkwall   |
| Rendall Community Centre             | Rendall    |
| Stromness Academy                    | Stromness  |

## Medalhistas
| Evento            | Ouro | Prata | Bronze |
| ----------------- | ---- | ----- | ------ |
| Torneio Masculino |      |       |        |
| Torneio Feminino  |      |       |        |

## Torneio masculino

### Fase de Grupos

#### Grupo A
| Equipe      | J | V | E | D | GP | GC | SG  | Pts |
| ----------- | - | - | - | - | -- | -- | --- | --- |
| Ilha de Man | 3 | 3 | 0 | 0 | 20 | 4  | +16 | 9   |
| Orkney      | 3 | 2 | 0 | 1 | 7  | 5  | +2  | 6   |
| Hitra       | 3 | 1 | 0 | 2 | 10 | 10 | 0   | 3   |
| Frøya       | 3 | 0 | 0 | 3 | 1  | 19 | −18 | 0   |

| 13 de julho de 2025 | Hitra                       | 2 – 7     | Ilha de Man                                                                                     | Firth Primary School, Finstown |
| 12:00               | Mats Bjerkan 10' (pen), 21' | Relatório | Frank Jones 2' · Dan Simpson 7' · James Callister 19' · Sean Doyle 32', 80', 84' · Lee Gale 63' |                                |

| 13 de julho de 2025 | Orkney                                              | 3 – 0     | Frøya | KGS 1 - Showcase, Kirkwall |
| 19:00               | Jason Scott 10' · George Ewing 15' · Owen Young 83' | Relatório |       |                            |

| 14 de julho de 2025 | Orkney                                                 | 3 – 2     | Hitra                                       | KGS 2 - Meadow, Kirkwall |
| 15:30               | Jay Foubister 21' · George Ewing 58' · Liam Delday 66' | Relatório | Wayne Kirkness 11' (g.c) · Mats Bjerkan 31' |                          |

| 14 de julho de 2025 | Ilha de Man | 10 – 1    | Frøya            | Dounby Community Centre, Dounby |
| 19:00               | James Callister 10', 43' · Oskar Nilsen 18' (g.c) · Sam Gelling 29' · Sean Doyle 30', 37' · Joseph Bergquist 57' · Frank Jones 62' · Daniel Pickering 77' · Lee Gale 81' | Relatório | Trym Sandvik 64' |                                 |

| 15 de julho de 2025 | Orkney                  | 1 – 3     | Ilha de Man                                             | KGS 1 - Showcase, Kirkwall |
| 19:00               | Jay Foubister 87' (pen) | Relatório | Sean Doyle 41' · Tomas Brown 68' · Daniel Pickering 75' |                            |

| 15 de julho de 2025 | Frøya | 0 – 6     | Hitra | Firth Primary School, Finstown |
| 19:00               |       | Relatório | Iver Rønningen Olsen 1' · Alexander Glørstad 2' · Even Hammerhaug selvåg 20', 90+5' · Linus Selvåg 82' · Johan Andersen 89' |                                |

#### Grupo B
| Equipe   | J | V | E | D | GP | GC | SG | Pts |
| -------- | - | - | - | - | -- | -- | -- | --- |
| Gozo     | 1 | 0 | 1 | 0 | 0  | 0  | 0  | 1   |
| Shetland | 1 | 0 | 1 | 0 | 0  | 0  | 0  | 1   |
| Jersey   | 0 | 0 | 0 | 0 | 0  | 0  | 0  | 0   |

| 13 de julho de 2025 | Gozo | 0 – 0     | Shetland | KGS 2 - Meadow, Kirkwall |
| 15:30               |      | Relatório |          |                          |

|  |       | Penalidades |
|  | 4 – 3 |             |

| 14 de julho de 2025 | Jersey | – | Gozo | Holm Pitch, Holm |
| 12:00               |        |   |      |                  |

| 15 de julho de 2025 | Jersey | – | Shetland | KGS 2 - Meadow, Kirkwall |
| 19:00               |        |   |          |                          |

#### Grupo C
| Equipe           | J | V | E | D | GP | GC | SG | Pts |
| ---------------- | - | - | - | - | -- | -- | -- | --- |
| Bermuda          | 1 | 1 | 0 | 0 | 2  | 0  | +2 | 3   |
| Anglesey         | 0 | 0 | 0 | 0 | 0  | 0  | 0  | 0   |
| Ilhas Ocidentais | 1 | 0 | 0 | 1 | 0  | 2  | −2 | 0   |

| 13 de julho de 2025 | Ilhas Ocidentais | 0 – 2     | Bermuda                             | Rendall Community Centre, Rendall |
| 12:00               |                  | Relatório | Joshua Joseph 47' · Keyni Mills 69' |                                   |

| 14 de julho de 2025 | Anglesey | – | Ilhas Ocidentais | Rendall Community Centre, Rendall |
| 19:00               |          |   |                  |                                   |

| 15 de julho de 2025 | Anglesey | – | Bermuda | Stromness Academy, Stromness |
| 19:00               |          |   |         |                              |

### Partidas de colocação
Disputa do 9º lugar
| 17 de julho de 2025 |  | – |  | Holm Pitch, Holm |
| 15:30               |  |   |  |                  |

Disputa do 7º lugar
| 17 de julho de 2025 |  | – |  | Dounby Community Centre, Dounby |
| 15:30               |  |   |  |                                 |

Disputa do 5º lugar
| 17 de julho de 2025 |  | – |  | Stromness Academy, Stromness |
| 19:00               |  |   |  |                              |

### Fase final
Semifinais
| 17 de julho de 2025 |  | – |  | KGS 1 - Showcase, Kirkwall |
| 17:00               |  |   |  |                            |

| 17 de julho de 2025 |  | – |  | KGS 2 - Meadow, Kirkwall |
| 17:00               |  |   |  |                          |

Disputa do 3º lugar
| 18 de julho de 2025 |  | – |  | KGS 2 - Meadow, Kirkwall |
| 14:30               |  |   |  |                          |

Final
| 18 de julho de 2025 |  | – |  | KGS 1 - Showcase, Kirkwall |
| 15:30               |  |   |  |                            |

## Torneio feminino

### Fase de Grupos

#### Grupo A
| Equipe      | J | V | E | D | GP | GC | SG | Pts |
| ----------- | - | - | - | - | -- | -- | -- | --- |
| Frøya       | 0 | 0 | 0 | 0 | 0  | 0  | 0  | 0   |
| Gozo        | 0 | 0 | 0 | 0 | 0  | 0  | 0  | 0   |
| Ilha de Man | 0 | 0 | 0 | 0 | 0  | 0  | 0  | 0   |
| Orkney      | 0 | 0 | 0 | 0 | 0  | 0  | 0  | 0   |

| 13 de julho de 2025 | Orkney | – | Frøya | KGS 1 - Showcase, Kirkwall |
| 15:30               |        |   |       |                            |

| 13 de julho de 2025 | Ilha de Man | – | Gozo | Dounby Community Centre, Dounby |
| 19:00               |             |   |      |                                 |

| 14 de julho de 2025 | Ilha de Man | – | Frøya | Holm Pitch, Holm |
| 15:30               |             |   |       |                  |

| 14 de julho de 2025 | Orkney | – | Gozo | KGS 1 - Showcase, Kirkwall |
| 19:00               |        |   |      |                            |

| 15 de julho de 2025 | Orkney | – | Ilha de Man | KGS 1 - Showcase, Kirkwall |
| 15:30               |        |   |             |                            |

| 15 de julho de 2025 | Gozo | – | Frøya | Firth Primary School, Finstown |
| 15:30               |      |   |       |                                |

#### Grupo B
| Equipe        | J | V | E | D | GP | GC | SG | Pts |
| ------------- | - | - | - | - | -- | -- | -- | --- |
| Bermuda       | 0 | 0 | 0 | 0 | 0  | 0  | 0  | 0   |
| Ilha de Wight | 0 | 0 | 0 | 0 | 0  | 0  | 0  | 0   |
| Jersey        | 0 | 0 | 0 | 0 | 0  | 0  | 0  | 0   |
| Shetland      | 0 | 0 | 0 | 0 | 0  | 0  | 0  | 0   |

| 13 de julho de 2025 | Ilha de Wight | – | Shetland | KGS 2 - Meadow, Kirkwall |
| 12:00               |               |   |          |                          |

| 13 de julho de 2025 | Bermuda | – | Jersey | Stromness Academy, Stromness |
| 19:00               |         |   |        |                              |

| 14 de julho de 2025 | Bermuda | – | Ilha de Wight | Stromness Academy, Stromness |
| 12:00               |         |   |               |                              |

| 14 de julho de 2025 | Jersey | – | Shetland | KGS 2 - Meadow, Kirkwall |
| 15:30               |        |   |          |                          |

| 15 de julho de 2025 | Bermuda | – | Shetland | KGS 2 - Meadow, Kirkwall |
| 15:30               |         |   |          |                          |

| 15 de julho de 2025 | Ilha de Wight | – | Jersey | Rendall Community Centre, Rendall |
| 15:30               |               |   |        |                                   |

#### Grupo C
| Equipe           | J | V | E | D | GP | GC | SG | Pts |
| ---------------- | - | - | - | - | -- | -- | -- | --- |
| Anglesey         | 0 | 0 | 0 | 0 | 0  | 0  | 0  | 0   |
| Hitra            | 0 | 0 | 0 | 0 | 0  | 0  | 0  | 0   |
| Ilhas Ocidentais | 0 | 0 | 0 | 0 | 0  | 0  | 0  | 0   |

| 13 de julho de 2025 | Ilhas Ocidentais | – | Hitra | Firth Primary School, Finstown |
| 15:30               |                  |   |       |                                |

| 14 de julho de 2025 | Ilhas Ocidentais | – | Anglesey | Dounby Community Centre, Dounby |
| 15:30               |                  |   |          |                                 |

| 15 de julho de 2025 | Hitra | – | Anglesey | Stromness Academy, Stromness |
| 15:30               |       |   |          |                              |

### Partidas de colocação
Disputa do 9º lugar
| 17 de julho de 2025 |  | – |  | Holm Pitch, Holm |
| 12:00               |  |   |  |                  |

Disputa do 7º lugar
| 17 de julho de 2025 |  | – |  | Rendall Community Centre, Rendall |
| 12:00               |  |   |  |                                   |

Disputa do 5º lugar
| 17 de julho de 2025 |  | – |  | Stromness Academy, Stromness |
| 15:30               |  |   |  |                              |

### Fase final
Semifinais
| 17 de julho de 2025 |  | – |  | KGS 1 - Showcase, Kirkwall |
| 12:00               |  |   |  |                            |

| 17 de julho de 2025 |  | – |  | KGS 2 - Meadow, Kirkwall |
| 12:00               |  |   |  |                          |

Disputa do 3º lugar
| 18 de julho de 2025 |  | – |  | KGS 2 - Meadow, Kirkwall |
| 11:00               |  |   |  |                          |

Final
| 18 de julho de 2025 |  | – |  | KGS 1 - Showcase, Kirkwall |
| 12:00               |  |   |  |                            |

## Quadro de medalhas
Atualizado em 13 de julho de 2025
| Pos                 | Equipe              | Ouro | Prata | Bronze | Total |
| 1                   | Anglesey            | 0    | 0     | 0      | 0     |
| 2                   | Bermuda             | 0    | 0     | 0      | 0     |
| 3                   | Frøya               | 0    | 0     | 0      | 0     |
| 4                   | Gozo                | 0    | 0     | 0      | 0     |
| 5                   | Hitra               | 0    | 0     | 0      | 0     |
| 6                   | Ilha de Man         | 0    | 0     | 0      | 0     |
| 7                   | Ilha de Wight       | 0    | 0     | 0      | 0     |
| 8                   | Ilhas Ocidentais    | 0    | 0     | 0      | 0     |
| 9                   | Jersey              | 0    | 0     | 0      | 0     |
| 10                  | Orkney              | 0    | 0     | 0      | 0     |
| 11                  | Shetland            | 0    | 0     | 0      | 0     |
| Totais (11 Equipes) | Totais (11 Equipes) | 0    | 0     | 0      | 0     |